# Draft NFL 2008
Il Draft NFL 2008 è il classico avvenimento annuale organizzato dalla NFL che si è tenuto il 26 e il 27 aprile 2008. L'ordine del draft era costituito semplicemente invertendo l'ordine di come si è conclusa la stagione regolare 2007, quindi dalla squadra che aveva ottenuto meno vittorie a quella con più vittorie; tranne per le ultime due scelte (31a e 32a) che sono state assegnate rispettivamente alla perdente e alla vincente del Super Bowl XLII. In caso di parità di vittorie si guardava come prima cosa la difficoltà del calendario che le squadre con lo stesso numero di vittorie si erano affrontate. In caso di ulteriore parità si guardavano il numero delle vittorie raggiunte all'interno della propria division o conference. Se la parità persisteva la decisione veniva presa con il lancio della monetina.

## Scelte
| † | = Pro Bowler |

|  | Giro | Scelta | Squadra              | Giocatore                                                             | Ruolo                                                                 | College                                                               | Conference                                                            |
|  | ---- | ------ | -------------------- | --------------------------------------------------------------------- | --------------------------------------------------------------------- | --------------------------------------------------------------------- | --------------------------------------------------------------------- |
|  | 1    | 1      | Miami Dolphins       | Jake Long†                                                            | OT                                                                    | Michigan                                                              | Big Ten                                                               |
|  | 1    | 2      | St. Louis Rams       | Chris Long                                                            | DE                                                                    | Virginia                                                              | ACC                                                                   |
|  | 1    | 3      | Atlanta Falcons      | Matt Ryan†                                                            | QB                                                                    | Boston College                                                        | ACC                                                                   |
|  | 1    | 4      | Oakland Raiders      | Darren McFadden                                                       | RB                                                                    | Arkansas                                                              | SEC                                                                   |
|  | 1    | 5      | Kansas City Chiefs   | Glenn Dorsey                                                          | DT                                                                    | LSU                                                                   | SEC                                                                   |
|  | 1    | 6      | New York Jets        | Vernon Gholston                                                       | DE                                                                    | Ohio State                                                            | Big Ten                                                               |
|  | 1    | 7      | New Orleans Saints   | Sedrick Ellis                                                         | DT                                                                    | USC                                                                   | Pac-10                                                                |
|  | 1    | 8      | Jacksonville Jaguars | Derrick Harvey                                                        | DE                                                                    | Florida                                                               | SEC                                                                   |
|  | 1    | 9      | Cincinnati Bengals   | Keith Rivers                                                          | LB                                                                    | USC                                                                   | Pac-10                                                                |
|  | 1    | 10     | New England Patriots | Jerod Mayo†                                                           | LB                                                                    | Tennessee                                                             | SEC                                                                   |
|  | 1    | 11     | Buffalo Bills        | Leodis McKelvin                                                       | CB                                                                    | Troy                                                                  | Sun Belt                                                              |
|  | 1    | 12     | Denver Broncos       | Ryan Clady†                                                           | OT                                                                    | Boise State                                                           | WAC                                                                   |
|  | 1    | 13     | Carolina Panthers    | Jonathan Stewart                                                      | RB                                                                    | Oregon                                                                | Pac-10                                                                |
|  | 1    | 14     | Chicago Bears        | Chris Williams                                                        | OT                                                                    | Vanderbilt                                                            | SEC                                                                   |
|  | 1    | 15     | Kansas City Chiefs   | Branden Albert†                                                       | OT                                                                    | Virginia                                                              | ACC                                                                   |
|  | 1    | 16     | Arizona Cardinals    | Dominique Rodgers-Cromartie†                                          | CB                                                                    | Tennessee State                                                       | OVC                                                                   |
|  | 1    | 17     | Detroit Lions        | Gosder Cherilus                                                       | OT                                                                    | Boston College                                                        | ACC                                                                   |
|  | 1    | 18     | Baltimore Ravens     | Joe Flacco                                                            | QB                                                                    | Delaware                                                              | CAA                                                                   |
|  | 1    | 19     | Carolina Panthers    | Jeff Otah                                                             | OT                                                                    | Pittsburgh                                                            | Big East                                                              |
|  | 1    | 20     | Tampa Bay Buccaneers | Aqib Talib†                                                           | CB                                                                    | Kansas                                                                | Big 12                                                                |
|  | 1    | 21     | Atlanta Falcons      | Sam Baker                                                             | OT                                                                    | USC                                                                   | Pac-10                                                                |
|  | 1    | 22     | Dallas Cowboys       | Felix Jones                                                           | RB                                                                    | Arkansas                                                              | SEC                                                                   |
|  | 1    | 23     | Pittsburgh Steelers  | Rashard Mendenhall                                                    | RB                                                                    | Illinois                                                              | Big Ten                                                               |
|  | 1    | 24     | Tennessee Titans     | Chris Johnson†                                                        | RB                                                                    | East Carolina                                                         | C-USA                                                                 |
|  | 1    | 25     | Dallas Cowboys       | Mike Jenkins†                                                         | CB                                                                    | South Florida                                                         | Big East                                                              |
|  | 1    | 26     | Houston Texans       | Duane Brown†                                                          | OT                                                                    | Virginia Tech                                                         | ACC                                                                   |
|  | 1    | 27     | San Diego Chargers   | Antoine Cason                                                         | CB                                                                    | Arizona                                                               | Pac-10                                                                |
|  | 1    | 28     | Seattle Seahawks     | Lawrence Jackson                                                      | DE                                                                    | USC                                                                   | Pac-10                                                                |
|  | 1    | 29     | San Francisco 49ers  | Kentwan Balmer                                                        | DT                                                                    | North Carolina                                                        | ACC                                                                   |
|  | 1    | 30     | New York Jets        | Dustin Keller                                                         | TE                                                                    | Purdue                                                                | Big Ten                                                               |
|  | 1    | –      | New England Patriots | Selezione revocata a causa dello scandalo "Spygate"                   | Selezione revocata a causa dello scandalo "Spygate"                   | Selezione revocata a causa dello scandalo "Spygate"                   | Selezione revocata a causa dello scandalo "Spygate"                   |
|  | 1    | 31     | New York Giants      | Kenny Phillips                                                        | S                                                                     | Miami (FL)                                                            | ACC                                                                   |
|  | 2    | 32     | Miami Dolphins       | Phillip Merling                                                       | DE                                                                    | Clemson                                                               | ACC                                                                   |
|  | 2    | 33     | St. Louis Rams       | Donnie Avery                                                          | WR                                                                    | Houston                                                               | C-USA                                                                 |
|  | 2    | 34     | Washington Redskins  | Devin Thomas                                                          | WR                                                                    | Michigan State                                                        | Big Ten                                                               |
|  | 2    | 35     | Kansas City Chiefs   | Brandon Flowers†                                                      | CB                                                                    | Virginia Tech                                                         | ACC                                                                   |
|  | 2    | 36     | Green Bay Packers    | Jordy Nelson                                                          | WR                                                                    | Kansas State                                                          | Big 12                                                                |
|  | 2    | 37     | Atlanta Falcons      | Curtis Lofton                                                         | LB                                                                    | Oklahoma                                                              | Big 12                                                                |
|  | 2    | 38     | Seattle Seahawks     | John Carlson                                                          | TE                                                                    | Notre Dame                                                            | Ind.                                                                  |
|  | 2    | 39     | San Francisco 49ers  | Chilo Rachal                                                          | G                                                                     | USC                                                                   | Pac-10                                                                |
|  | 2    | 40     | New Orleans Saints   | Tracy Porter                                                          | CB                                                                    | Indiana                                                               | Big Ten                                                               |
|  | 2    | 41     | Buffalo Bills        | James Hardy                                                           | WR                                                                    | Indiana                                                               | Big Ten                                                               |
|  | 2    | 42     | Denver Broncos       | Eddie Royal                                                           | WR                                                                    | Virginia Tech                                                         | ACC                                                                   |
|  | 2    | 43     | Minnesota Vikings    | Tyrell Johnson                                                        | S                                                                     | Arkansas State                                                        | Sun Belt                                                              |
|  | 2    | 44     | Chicago Bears        | Matt Forté†                                                           | RB                                                                    | Tulane                                                                | C-USA                                                                 |
|  | 2    | 45     | Detroit Lions        | Jordon Dizon                                                          | LB                                                                    | Colorado                                                              | Big 12                                                                |
|  | 2    | 46     | Cincinnati Bengals   | Jerome Simpson                                                        | WR                                                                    | Coastal Carolina                                                      | Big South                                                             |
|  | 2    | 47     | Philadelphia Eagles  | Trevor Laws                                                           | DT                                                                    | Notre Dame                                                            | Ind.                                                                  |
|  | 2    | 48     | Washington Redskins  | Fred Davis                                                            | TE                                                                    | USC                                                                   | Pac-10                                                                |
|  | 2    | 49     | Philadelphia Eagles  | DeSean Jackson†                                                       | WR                                                                    | California                                                            | Pac-10                                                                |
|  | 2    | 50     | Arizona Cardinals    | Calais Campbell                                                       | DE                                                                    | Miami (FL)                                                            | ACC                                                                   |
|  | 2    | 51     | Washington Redskins  | Malcolm Kelly                                                         | WR                                                                    | Oklahoma                                                              | Big 12                                                                |
|  | 2    | 52     | Jacksonville Jaguars | Quentin Groves                                                        | DE                                                                    | Auburn                                                                | SEC                                                                   |
|  | 2    | 53     | Pittsburgh Steelers  | Limas Sweed                                                           | WR                                                                    | Texas                                                                 | Big 12                                                                |
|  | 2    | 54     | Tennessee Titans     | Jason Jones                                                           | DT                                                                    | Eastern Michigan                                                      | MAC                                                                   |
|  | 2    | 55     | Baltimore Ravens     | Ray Rice†                                                             | RB                                                                    | Rutgers                                                               | Big East                                                              |
|  | 2    | 56     | Green Bay Packers    | Brian Brohm                                                           | QB                                                                    | Louisville                                                            | Big East                                                              |
|  | 2    | 57     | Miami Dolphins       | Chad Henne                                                            | QB                                                                    | Michigan                                                              | Big Ten                                                               |
|  | 2    | 58     | Tampa Bay Buccaneers | Dexter Jackson                                                        | WR                                                                    | Appalachian State                                                     | SoCon                                                                 |
|  | 2    | 59     | Indianapolis Colts   | Mike Pollak                                                           | C                                                                     | Arizona State                                                         | Pac-10                                                                |
|  | 2    | 60     | Green Bay Packers    | Patrick Lee                                                           | CB                                                                    | Auburn                                                                | SEC                                                                   |
|  | 2    | 61     | Dallas Cowboys       | Martellus Bennett†                                                    | TE                                                                    | Texas A&M                                                             | Big 12                                                                |
|  | 2    | 62     | New England Patriots | Terrence Wheatley                                                     | CB                                                                    | Colorado                                                              | Big 12                                                                |
|  | 2    | 63     | New York Giants      | Terrell Thomas                                                        | CB                                                                    | USC                                                                   | Pac-10                                                                |
|  | 3    | 64     | Detroit Lions        | Kevin Smith                                                           | RB                                                                    | Central Florida                                                       | C-USA                                                                 |
|  | 3    | 65     | St. Louis Rams       | John Greco                                                            | OT                                                                    | Toledo                                                                | MAC                                                                   |
|  | 3    | 66     | Miami Dolphins       | Kendall Langford                                                      | DE                                                                    | Hampton                                                               | MEAC                                                                  |
|  | 3    | 67     | Carolina Panthers    | Charles Godfrey                                                       | CB                                                                    | Iowa                                                                  | Big Ten                                                               |
|  | 3    | 68     | Atlanta Falcons      | Chevis Jackson                                                        | CB                                                                    | LSU                                                                   | SEC                                                                   |
|  | 3    | 69     | San Diego Chargers   | Jacob Hester                                                          | FB                                                                    | LSU                                                                   | SEC                                                                   |
|  | 3    | 70     | Chicago Bears        | Earl Bennett                                                          | WR                                                                    | Vanderbilt                                                            | SEC                                                                   |
|  | 3    | 71     | Baltimore Ravens     | Tavares Gooden                                                        | LB                                                                    | Miami (FL)                                                            | ACC                                                                   |
|  | 3    | 72     | Buffalo Bills        | Chris Ellis                                                           | DE                                                                    | Virginia Tech                                                         | ACC                                                                   |
|  | 3    | 73     | Kansas City Chiefs   | Jamaal Charles†                                                       | RB                                                                    | Texas                                                                 | Big 12                                                                |
|  | 3    | 74     | Carolina Panthers    | Dan Connor                                                            | LB                                                                    | Penn State                                                            | Big Ten                                                               |
|  | 3    | 75     | San Francisco 49ers  | Reggie Smith                                                          | CB                                                                    | Oklahoma                                                              | Big 12                                                                |
|  | 3    | 76     | Kansas City Chiefs   | Brad Cottam                                                           | TE                                                                    | Tennessee                                                             | SEC                                                                   |
|  | 3    | 77     | Cincinnati Bengals   | Pat Sims                                                              | DT                                                                    | Auburn                                                                | SEC                                                                   |
|  | 3    | 78     | New England Patriots | Shawn Crable                                                          | LB                                                                    | Michigan                                                              | Big Ten                                                               |
|  | 3    | 79     | Houston Texans       | Antwaun Molden                                                        | CB                                                                    | Eastern Kentucky                                                      | OVC                                                                   |
|  | 3    | 80     | Philadelphia Eagles  | Bryan Smith                                                           | DE                                                                    | McNeese State                                                         | Southland                                                             |
|  | 3    | 81     | Arizona Cardinals    | Early Doucet                                                          | WR                                                                    | LSU                                                                   | SEC                                                                   |
|  | 3    | 82     | Kansas City Chiefs   | DaJuan Morgan                                                         | S                                                                     | NC State                                                              | ACC                                                                   |
|  | 3    | 83     | Tampa Bay Buccaneers | Jeremy Zuttah                                                         | G                                                                     | Rutgers                                                               | Big East                                                              |
|  | 3    | 84     | Atlanta Falcons      | Harry Douglas                                                         | WR                                                                    | Louisville                                                            | Big East                                                              |
|  | 3    | 85     | Tennessee Titans     | Craig Stevens                                                         | TE                                                                    | California                                                            | Pac-10                                                                |
|  | 3    | 86     | Baltimore Ravens     | Tom Zbikowski                                                         | S                                                                     | Notre Dame                                                            | Ind.                                                                  |
|  | 3    | 87     | Detroit Lions        | Andre Fluellen                                                        | DT                                                                    | Florida State                                                         | ACC                                                                   |
|  | 3    | 88     | Pittsburgh Steelers  | Bruce Davis                                                           | DE                                                                    | UCLA                                                                  | Pac-10                                                                |
|  | 3    | 89     | Houston Texans       | Steve Slaton                                                          | RB                                                                    | West Virginia                                                         | Big East                                                              |
|  | 3    | 90     | Chicago Bears        | Marcus Harrison                                                       | DT                                                                    | Arkansas                                                              | SEC                                                                   |
|  | 3    | 91     | Green Bay Packers    | Jermichael Finley                                                     | TE                                                                    | Texas                                                                 | Big 12                                                                |
|  | 3    | 92     | Detroit Lions        | Cliff Avril†                                                          | DE                                                                    | Purdue                                                                | Big Ten                                                               |
|  | 3    | 93     | Indianapolis Colts   | Philip Wheeler                                                        | LB                                                                    | Georgia Tech                                                          | ACC                                                                   |
|  | 3    | 94     | New England Patriots | Kevin O'Connell                                                       | QB                                                                    | San Diego State                                                       | MWC                                                                   |
|  | 3    | 95     | New York Giants      | Mario Manningham                                                      | WR                                                                    | Michigan                                                              | Big Ten                                                               |
|  | 3*   | 96     | Washington Redskins  | Chad Rinehart                                                         | OT                                                                    | Northern Iowa                                                         | Gateway                                                               |
|  | 3*   | 97     | Cincinnati Bengals   | Andre Caldwell                                                        | WR                                                                    | Florida                                                               | SEC                                                                   |
|  | 3*   | 98     | Atlanta Falcons      | Thomas DeCoud†                                                        | S                                                                     | California                                                            | Pac-10                                                                |
|  | 3*   | 99     | Baltimore Ravens     | Oniel Cousins                                                         | OT                                                                    | UTEP                                                                  | C-USA                                                                 |
|  | 4    | 100    | Oakland Raiders      | Tyvon Branch                                                          | CB                                                                    | Connecticut                                                           | Big East                                                              |
|  | 4    | 101    | St. Louis Rams       | Justin King                                                           | CB                                                                    | Penn State                                                            | Big Ten                                                               |
|  | 4    | 102    | Green Bay Packers    | Jeremy Thompson                                                       | DE                                                                    | Wake Forest                                                           | ACC                                                                   |
|  | 4    | 103    | Tennessee Titans     | William Hayes                                                         | DE                                                                    | Winston-Salem State                                                   | MEAC                                                                  |
|  | 4    | 104    | Cleveland Browns     | Beau Bell                                                             | LB                                                                    | UNLV                                                                  | MWC                                                                   |
|  | 4    | 105    | Kansas City Chiefs   | William Franklin                                                      | WR                                                                    | Missouri                                                              | Big 12                                                                |
|  | 4    | 106    | Baltimore Ravens     | Marcus Smith                                                          | WR                                                                    | New Mexico                                                            | MWC                                                                   |
|  | 4    | 107    | San Francisco 49ers  | Cody Wallace                                                          | C                                                                     | Texas A&M                                                             | Big 12                                                                |
|  | 4    | 108    | Denver Broncos       | Kory Lichtensteiger                                                   | C                                                                     | Bowling Green                                                         | MAC                                                                   |
|  | 4    | 109    | Philadelphia Eagles  | Mike McGlynn                                                          | G                                                                     | Pittsburgh                                                            | Big East                                                              |
|  | 4    | 110    | Miami Dolphins       | Shawn Murphy                                                          | OT                                                                    | Utah State                                                            | WAC                                                                   |
|  | 4    | 111    | Cleveland Browns     | Martin Rucker                                                         | TE                                                                    | Missouri                                                              | Big 12                                                                |
|  | 4    | 112    | Cincinnati Bengals   | Anthony Collins                                                       | OT                                                                    | Kansas                                                                | Big 12                                                                |
|  | 4    | 113    | New York Jets        | Dwight Lowery                                                         | CB                                                                    | San Jose State                                                        | WAC                                                                   |
|  | 4    | 114    | Buffalo Bills        | Reggie Corner                                                         | CB                                                                    | Akron                                                                 | MAC                                                                   |
|  | 4    | 115    | Tampa Bay Buccaneers | Dre Moore                                                             | DT                                                                    | Maryland                                                              | ACC                                                                   |
|  | 4    | 116    | Arizona Cardinals    | Kenny Iwebema                                                         | DE                                                                    | Iowa                                                                  | Big Ten                                                               |
|  | 4    | 117    | Philadelphia Eagles  | Quintin Demps                                                         | S                                                                     | UTEP                                                                  | C-USA                                                                 |
|  | 4    | 118    | Houston Texans       | Xavier Adibi                                                          | LB                                                                    | Virginia Tech                                                         | ACC                                                                   |
|  | 4    | 119    | Denver Broncos       | Jack Williams                                                         | CB                                                                    | Kent State                                                            | MAC                                                                   |
|  | 4    | 120    | Chicago Bears        | Craig Steltz                                                          | S                                                                     | LSU                                                                   | SEC                                                                   |
|  | 4    | 121    | Seattle Seahawks     | Red Bryant                                                            | DT                                                                    | Texas A&M                                                             | Big 12                                                                |
|  | 4    | 122    | Dallas Cowboys       | Tashard Choice                                                        | RB                                                                    | Georgia Tech                                                          | ACC                                                                   |
|  | 4    | 123    | New York Giants      | Bryan Kehl                                                            | LB                                                                    | BYU                                                                   | MWC                                                                   |
|  | 4    | 124    | Washington Redskins  | Justin Tryon                                                          | CB                                                                    | Arizona State                                                         | Pac-10                                                                |
|  | 4    | –      | San Diego Chargers   | rinuncia alla selezione per avere scelto nel Draft supplementare 2007 | rinuncia alla selezione per avere scelto nel Draft supplementare 2007 | rinuncia alla selezione per avere scelto nel Draft supplementare 2007 | rinuncia alla selezione per avere scelto nel Draft supplementare 2007 |
|  | 4    | 125    | Oakland Raiders      | Arman Shields                                                         | WR                                                                    | Richmond                                                              | CAA                                                                   |
|  | 4    | 126    | Tennessee Titans     | Lavelle Hawkins                                                       | WR                                                                    | California                                                            | Pac-10                                                                |
|  | 4    | 127    | Indianapolis Colts   | Jacob Tamme                                                           | TE                                                                    | Kentucky                                                              | SEC                                                                   |
|  | 4    | 128    | St. Louis Rams       | Keenan Burton                                                         | WR                                                                    | Kentucky                                                              | SEC                                                                   |
|  | 4    | 129    | New England Patriots | Jonathan Wilhite                                                      | CB                                                                    | Auburn                                                                | SEC                                                                   |
|  | 4    | 130    | Pittsburgh Steelers  | Tony Hills                                                            | OT                                                                    | Texas                                                                 | Big 12                                                                |
|  | 4*   | 131    | Philadelphia Eagles  | Jack Ikegwuonu                                                        | CB                                                                    | Wisconsin                                                             | Big Ten                                                               |
|  | 4*   | 132    | Buffalo Bills        | Derek Fine                                                            | TE                                                                    | Kansas                                                                | Big 12                                                                |
|  | 4*   | 133    | Baltimore Ravens     | David Hale                                                            | OT                                                                    | Weber State                                                           | Big Sky                                                               |
|  | 4*   | 134    | Tennessee Titans     | Stanford Keglar                                                       | LB                                                                    | Purdue                                                                | Big Ten                                                               |
|  | 4*   | 135    | Green Bay Packers    | Josh Sitton†                                                          | OT                                                                    | Central Florida                                                       | C-USA                                                                 |
|  | 5    | 136    | Detroit Lions        | Kenneth Moore                                                         | WR                                                                    | Wake Forest                                                           | ACC                                                                   |
|  | 5    | 137    | Minnesota Vikings    | John David Booty                                                      | QB                                                                    | USC                                                                   | Pac-10                                                                |
|  | 5    | 138    | Atlanta Falcons      | Robert James                                                          | LB                                                                    | Arizona State                                                         | Pac-10                                                                |
|  | 5    | 139    | Denver Broncos       | Ryan Torain                                                           | RB                                                                    | Arizona State                                                         | Pac-10                                                                |
|  | 5    | 140    | Kansas City Chiefs   | Brandon Carr                                                          | CB                                                                    | Grand Valley State                                                    | GLIAC                                                                 |
|  | 5    | 141    | Carolina Panthers    | Gary Barnidge                                                         | TE                                                                    | Louisville                                                            | Big East                                                              |
|  | 5    | –      | San Francisco 49ers  | selezione revocata                                                    | selezione revocata                                                    | selezione revocata                                                    | selezione revocata                                                    |
|  | 5    | –      | Baltimore Ravens     | rinuncia alla selezione per avere scelto nel Draft supplementare 2007 | rinuncia alla selezione per avere scelto nel Draft supplementare 2007 | rinuncia alla selezione per avere scelto nel Draft supplementare 2007 | rinuncia alla selezione per avere scelto nel Draft supplementare 2007 |
|  | 5    | 142    | Chicago Bears        | Zackary Bowman                                                        | CB                                                                    | Nebraska                                                              | Big 12                                                                |
|  | 5    | 143    | Dallas Cowboys       | Orlando Scandrick                                                     | CB                                                                    | Boise State                                                           | WAC                                                                   |
|  | 5    | 144    | New Orleans Saints   | DeMario Pressley                                                      | DT                                                                    | NC State                                                              | ACC                                                                   |
|  | 5    | 145    | Cincinnati Bengals   | Jason Shirley                                                         | DT                                                                    | Fresno State                                                          | WAC                                                                   |
|  | 5    | 146    | Detroit Lions        | Jerome Felton†                                                        | FB                                                                    | Furman                                                                | SoCon                                                                 |
|  | 5    | 147    | Buffalo Bills        | Alvin Bowen                                                           | LB                                                                    | Iowa State                                                            | Big 12                                                                |
|  | 5    | 148    | Denver Broncos       | Carlton Powell                                                        | DT                                                                    | Virginia Tech                                                         | ACC                                                                   |
|  | 5    | 149    | Arizona Cardinals    | Tim Hightower                                                         | RB                                                                    | Richmond                                                              | CAA                                                                   |
|  | 5    | 150    | Green Bay Packers    | Breno Giacomini                                                       | OT                                                                    | Louisville                                                            | Big East                                                              |
|  | 5    | 151    | Houston Texans       | Frank Okam                                                            | DT                                                                    | Texas                                                                 | Big 12                                                                |
|  | 5    | 152    | Minnesota Vikings    | Letroy Guion                                                          | DT                                                                    | Florida State                                                         | ACC                                                                   |
|  | 5    | 153    | New England Patriots | Matthew Slater†                                                       | WR                                                                    | UCLA                                                                  | Pac-10                                                                |
|  | 5    | 154    | Atlanta Falcons      | Kroy Biermann                                                         | DE                                                                    | Montana                                                               | Big Sky                                                               |
|  | 5    | 155    | Jacksonville Jaguars | Thomas Williams                                                       | LB                                                                    | USC                                                                   | Pac-10                                                                |
|  | 5    | 156    | Pittsburgh Steelers  | Dennis Dixon                                                          | QB                                                                    | Oregon                                                                | Pac-10                                                                |
|  | 5    | 157    | St. Louis Rams       | Roy Schuening                                                         | G                                                                     | Oregon State                                                          | Pac-10                                                                |
|  | 5    | 158    | Chicago Bears        | Kellen Davis                                                          | TE                                                                    | Michigan State                                                        | Big Ten                                                               |
|  | 5    | 159    | Jacksonville Jaguars | Trae Williams                                                         | CB                                                                    | South Florida                                                         | Big East                                                              |
|  | 5    | 160    | Tampa Bay Buccaneers | Josh Johnson                                                          | QB                                                                    | San Diego                                                             | Pioneer                                                               |
|  | 5    | 161    | Indianapolis Colts   | Marcus Howard                                                         | DE                                                                    | Georgia                                                               | SEC                                                                   |
|  | 5    | 162    | New York Jets        | Erik Ainge                                                            | QB                                                                    | Tennessee                                                             | SEC                                                                   |
|  | 5    | 163    | Seattle Seahawks     | Owen Schmitt                                                          | FB                                                                    | West Virginia                                                         | Big East                                                              |
|  | 5    | 164    | New Orleans Saints   | Carl Nicks†                                                           | OT                                                                    | Nebraska                                                              | Big 12                                                                |
|  | 5    | 165    | New York Giants      | Jonathan Goff                                                         | LB                                                                    | Vanderbilt                                                            | SEC                                                                   |
|  | 5*   | 166    | San Diego Chargers   | Marcus Thomas                                                         | RB                                                                    | UTEP                                                                  | C-USA                                                                 |
|  | 6    | 167    | Dallas Cowboys       | Erik Walden                                                           | DE                                                                    | Middle Tennessee                                                      | Sun Belt                                                              |
|  | 6    | 168    | Washington Redskins  | Durant Brooks                                                         | P                                                                     | Georgia Tech                                                          | ACC                                                                   |
|  | 6    | 169    | Oakland Raiders      | Trevor Scott                                                          | DE                                                                    | Buffalo                                                               | MAC                                                                   |
|  | 6    | 170    | Kansas City Chiefs   | Barry Richardson                                                      | OT                                                                    | Clemson                                                               | ACC                                                                   |
|  | 6    | 171    | New York Jets        | Marcus Henry                                                          | WR                                                                    | Kansas                                                                | Big 12                                                                |
|  | 6    | 172    | Atlanta Falcons      | Thomas Brown                                                          | RB                                                                    | Georgia                                                               | SEC                                                                   |
|  | 6    | 173    | Houston Texans       | Dominique Barber                                                      | S                                                                     | Minnesota                                                             | Big Ten                                                               |
|  | 6    | 174    | San Francisco 49ers  | Josh Morgan                                                           | WR                                                                    | Virginia Tech                                                         | ACC                                                                   |
|  | 6    | 175    | Tampa Bay Buccaneers | Geno Hayes                                                            | LB                                                                    | Florida State                                                         | ACC                                                                   |
|  | 6    | 176    | Miami Dolphins       | Jalen Parmele                                                         | RB                                                                    | Toledo                                                                | MAC                                                                   |
|  | 6    | 177    | Cincinnati Bengals   | Corey Lynch                                                           | S                                                                     | Appalachian State                                                     | SoCon                                                                 |
|  | 6    | 178    | New Orleans Saints   | Taylor Mehlhaff                                                       | K                                                                     | Wisconsin                                                             | Big Ten                                                               |
|  | 6    | 179    | Buffalo Bills        | Xavier Omon                                                           | RB                                                                    | NW Missouri State                                                     | MIAA                                                                  |
|  | 6    | 180    | Washington Redskins  | Kareem Moore                                                          | S                                                                     | Nicholls State                                                        | Southland                                                             |
|  | 6    | 181    | Carolina Panthers    | Nick Hayden                                                           | DT                                                                    | Wisconsin                                                             | Big Ten                                                               |
|  | 6    | 182    | Kansas City Chiefs   | Kevin Robinson                                                        | WR                                                                    | Utah State                                                            | WAC                                                                   |
|  | 6    | 183    | Denver Broncos       | Spencer Larsen                                                        | LB                                                                    | Arizona                                                               | Pac-10                                                                |
|  | 6    | 184    | Philadelphia Eagles  | Mike Gibson                                                           | OT                                                                    | California                                                            | Pac-10                                                                |
|  | 6    | 185    | Arizona Cardinals    | Chris Harrington                                                      | DE                                                                    | Texas A&M                                                             | Big 12                                                                |
|  | 6    | 186    | Washington Redskins  | Colt Brennan                                                          | QB                                                                    | Hawaiʻi                                                               | WAC                                                                   |
|  | 6    | 187    | Minnesota Vikings    | John Sullivan                                                         | C                                                                     | Notre Dame                                                            | Ind.                                                                  |
|  | 6    | 188    | Pittsburgh Steelers  | Mike Humpal                                                           | LB                                                                    | Iowa                                                                  | Big Ten                                                               |
|  | 6    | 189    | Seattle Seahawks     | Tyler Schmitt                                                         | LS                                                                    | San Diego State                                                       | MWC                                                                   |
|  | 6    | 190    | Cleveland Browns     | Ahtyba Rubin                                                          | DT                                                                    | Iowa State                                                            | Big 12                                                                |
|  | 6    | 191    | Cleveland Browns     | Paul Hubbard                                                          | WR                                                                    | Wisconsin                                                             | Big Ten                                                               |
|  | 6    | 192    | San Diego Chargers   | DeJuan Tribble                                                        | CB                                                                    | Boston College                                                        | ACC                                                                   |
|  | 6    | 193    | Minnesota Vikings    | Jaymar Johnson                                                        | WR                                                                    | Jackson State                                                         | SWAC                                                                  |
|  | 6    | 194    | Pittsburgh Steelers  | Ryan Mundy                                                            | S                                                                     | West Virginia                                                         | Big East                                                              |
|  | 6    | 195    | Miami Dolphins       | Donald Thomas                                                         | G                                                                     | Connecticut                                                           | Big East                                                              |
|  | 6    | 196    | Indianapolis Colts   | Tom Santi                                                             | TE                                                                    | Virginia                                                              | ACC                                                                   |
|  | 6    | 197    | New England Patriots | Bo Ruud                                                               | LB                                                                    | Nebraska                                                              | Big 12                                                                |
|  | 6    | 198    | New York Giants      | Andre' Woodson                                                        | QB                                                                    | Kentucky                                                              | SEC                                                                   |
|  | 6*   | 199    | New York Giants      | Robert Henderson                                                      | DE                                                                    | Southern Miss                                                         | C-USA                                                                 |
|  | 6*   | 200    | Philadelphia Eagles  | Joe Mays                                                              | LB                                                                    | North Dakota State                                                    | Great West                                                            |
|  | 6*   | 201    | Indianapolis Colts   | Steve Justice                                                         | C                                                                     | Wake Forest                                                           | ACC                                                                   |
|  | 6*   | 202    | Indianapolis Colts   | Mike Hart                                                             | RB                                                                    | Michigan                                                              | Big Ten                                                               |
|  | 6*   | 203    | Philadelphia Eagles  | Andy Studebaker                                                       | DE                                                                    | Wheaton (IL)                                                          | CCIW                                                                  |
|  | 6*   | 204    | Miami Dolphins       | Lex Hilliard                                                          | RB                                                                    | Montana                                                               | Big Sky                                                               |
|  | 6*   | 205    | Indianapolis Colts   | Pierre Garçon                                                         | WR                                                                    | Mount Union                                                           | OAC                                                                   |
|  | 6*   | 206    | Baltimore Ravens     | Haruki Nakamura                                                       | S                                                                     | Cincinnati                                                            | Big East                                                              |
|  | 6*   | 207    | Cincinnati Bengals   | Matt Sherry                                                           | TE                                                                    | Villanova                                                             | CAA                                                                   |
|  | 7    | 208    | Chicago Bears        | Ervin Baldwin                                                         | DE                                                                    | Michigan State                                                        | Big Ten                                                               |
|  | 7    | 209    | Green Bay Packers    | Matt Flynn                                                            | QB                                                                    | LSU                                                                   | SEC                                                                   |
|  | 7    | 210    | Kansas City Chiefs   | Brian Johnston                                                        | DE                                                                    | Gardner-Webb                                                          | Big South                                                             |
|  | 7    | 211    | New York Jets        | Nate Garner                                                           | OT                                                                    | Arkansas                                                              | SEC                                                                   |
|  | 7    | 212    | Atlanta Falcons      | Wilrey Fontenot                                                       | CB                                                                    | Arizona                                                               | Pac-10                                                                |
|  | 7    | 213    | Jacksonville Jaguars | Chauncey Washington                                                   | RB                                                                    | USC                                                                   | Pac-10                                                                |
|  | 7    | 214    | San Francisco 49ers  | Larry Grant                                                           | LB                                                                    | Ohio State                                                            | Big Ten                                                               |
|  | 7    | 215    | Baltimore Ravens     | Justin Harper                                                         | WR                                                                    | Virginia Tech                                                         | ACC                                                                   |
|  | 7    | 216    | Detroit Lions        | Landon Cohen                                                          | DT                                                                    | Ohio                                                                  | MAC                                                                   |
|  | 7    | 217    | Green Bay Packers    | Brett Swain                                                           | WR                                                                    | San Diego State                                                       | MWC                                                                   |
|  | 7    | 218    | Detroit Lions        | Caleb Campbell                                                        | S                                                                     | Army                                                                  | Ind.                                                                  |
|  | 7    | 219    | Buffalo Bills        | Demetrius Bell                                                        | OT                                                                    | Northwestern State                                                    | Southland                                                             |
|  | 7    | 220    | Denver Broncos       | Josh Barrett                                                          | S                                                                     | Arizona State                                                         | Pac-10                                                                |
|  | 7    | 221    | Carolina Panthers    | Hilee Taylor                                                          | LB                                                                    | North Carolina                                                        | ACC                                                                   |
|  | 7    | 222    | Chicago Bears        | Chester Adams                                                         | G                                                                     | Georgia                                                               | SEC                                                                   |
|  | 7    | 223    | Houston Texans       | Alex Brink                                                            | QB                                                                    | Washington State                                                      | Pac-10                                                                |
|  | 7    | 224    | Buffalo Bills        | Steve Johnson                                                         | WR                                                                    | Kentucky                                                              | SEC                                                                   |
|  | 7    | 225    | Arizona Cardinals    | Brandon Keith                                                         | OT                                                                    | Northern Iowa                                                         | Gateway                                                               |
|  | 7    | 226    | Oakland Raiders      | Chaz Schilens                                                         | WR                                                                    | San Diego State                                                       | MWC                                                                   |
|  | 7    | 227    | Denver Broncos       | Peyton Hillis                                                         | FB                                                                    | Arkansas                                                              | SEC                                                                   |
|  | 7    | 228    | St. Louis Rams       | Chris Chamberlain                                                     | LB                                                                    | Tulsa                                                                 | C-USA                                                                 |
|  | 7    | 229    | Tennessee Titans     | Cary Williams                                                         | CB                                                                    | Washburn                                                              | MIAA                                                                  |
|  | 7    | 230    | Philadelphia Eagles  | King Dunlap                                                           | OT                                                                    | Auburn                                                                | SEC                                                                   |
|  | 7    | 231    | Cleveland Browns     | Alex Hall                                                             | LB                                                                    | St. Augustine's                                                       | CIAA                                                                  |
|  | 7    | 232    | Atlanta Falcons      | Keith Zinger                                                          | TE                                                                    | LSU                                                                   | SEC                                                                   |
|  | 7    | 233    | Seattle Seahawks     | Justin Forsett†                                                       | RB                                                                    | California                                                            | Pac-10                                                                |
|  | 7    | 234    | San Diego Chargers   | Corey Clark                                                           | OT                                                                    | Texas A&M                                                             | Big 12                                                                |
|  | 7    | 235    | Seattle Seahawks     | Brandon Coutu                                                         | K                                                                     | Georgia                                                               | SEC                                                                   |
|  | 7    | 236    | Indianapolis Colts   | Jamey Richard                                                         | C                                                                     | Buffalo                                                               | MAC                                                                   |
|  | 7    | 237    | New Orleans Saints   | Adrian Arrington                                                      | WR                                                                    | Michigan                                                              | Big Ten                                                               |
|  | 7    | 238    | Tampa Bay Buccaneers | Cory Boyd                                                             | RB                                                                    | South Carolina                                                        | SEC                                                                   |
|  | 7    | 239    | Kansas City Chiefs   | Mike Merritt                                                          | TE                                                                    | Central Florida                                                       | C-USA                                                                 |
|  | 7*   | 240    | Baltimore Ravens     | Allen Patrick                                                         | RB                                                                    | Oklahoma                                                              | Big 12                                                                |
|  | 7*   | 241    | Carolina Panthers    | Geoff Schwartz                                                        | OT                                                                    | Oregon                                                                | Pac-10                                                                |
|  | 7*   | 242    | Washington Redskins  | Rob Jackson                                                           | DE                                                                    | Kansas State                                                          | Big 12                                                                |
|  | 7*   | 243    | Chicago Bears        | Joey LaRocque                                                         | LB                                                                    | Oregon State                                                          | Pac-10                                                                |
|  | 7*   | 244    | Cincinnati Bengals   | Angelo Craig                                                          | DE                                                                    | Cincinnati                                                            | Big East                                                              |
|  | 7*   | 245    | Miami Dolphins       | Lionel Dotson                                                         | DE                                                                    | Arizona                                                               | Pac-10                                                                |
|  | 7*   | 246    | Cincinnati Bengals   | Mario Urrutia                                                         | WR                                                                    | Louisville                                                            | Big East                                                              |
|  | 7*   | 247    | Chicago Bears        | Kirk Barton                                                           | OT                                                                    | Ohio State                                                            | Big Ten                                                               |
|  | 7*   | 248    | Chicago Bears        | Marcus Monk                                                           | WR                                                                    | Arkansas                                                              | SEC                                                                   |
|  | 7*   | 249    | Washington Redskins  | Chris Horton                                                          | S                                                                     | UCLA                                                                  | Pac-10                                                                |
|  | 7*   | 250    | Carolina Panthers    | Mackenzy Bernadeau                                                    | G                                                                     | Bentley                                                               | NE-10                                                                 |
|  | 7*   | 251    | Buffalo Bills        | Kennard Cox                                                           | CB                                                                    | Pittsburgh                                                            | Big East                                                              |
|  | 7*   | 252    | St. Louis Rams       | David Vobora                                                          | LB                                                                    | Idaho                                                                 | WAC                                                                   |